# 蛇函綱
蛇函綱 (じゃかんこう、Ophiocistioidea) は絶滅した棘皮動物のグループの一つである。オルドビス紀前期からペルム紀後期まで生息した。

## 形態
全体的にウニと似るが、巨大な管足を持つこと、棘がないこと、骨片の配列が不規則であること、肛門が側面に位置することなどが異なっている。また、ウニのような硬い殻ではなく、ナマコのような、骨片が緩く連結された表皮を持つ種もいる。
殻には5本の歩帯があり、管足を突き出すための穴が並んでいる。管足は骨片に覆われている。口器には"Goniodont"と呼ばれる歯が存在する。これはウニの歯のような機能を持つが、蛇函綱に特有のもので、特徴的な摂食痕を残す。

## 分類
ウニに類似した形態、また、一部のナマコで見られる車輪状の骨片を持つことから、蛇函綱はこの両者に近縁な分類群であると考えられている。

### 下位分類
17属40種が発見されている。
- Volchoviidae Hecker, 1938
  - Volchovia Hecker, 1938 - ヨーロッパ・オルドビス紀
- Eucladidae Gregory, 1897
  - Eucladia Woodward, 1869 - イギリス・シルル紀
  - Anguloserra Haude and Langenstrassen, 1976 - オーストリア・石炭紀
- Sollasinidae Fedotov, 1926
  - Sollasina Fedotov, 1926
  - Euthemon Sollas, 1899 - イギリス・シルル紀
  - Cardioserra Romanek, 1984 - ポーランド・デボン紀
  - Klukovicella Prokop and Petr, 1987
- Rhenosquamidae Richter, 1930
  - Rhenosquama Richter, 1930
  - Gillocystis Jell, 1983
- Rotasacciidae Haude & Langenstrassen, 1976
  - Rotasaccus Haude & Langenstrassen, 1976
  - Erisserra Boczarowski, 2001
  - Longiserra Boczarowski, 2001
  - Ornatoserra Boczarowski, 2001
  - Pararotasaccus Kozur & Mostler, 1989
- Linguaserridae Reich and Haude, 2004
  - Linguaserra Langer, 1991
- Branzoviella Prokop and Petr, 2002 - チェコ・デボン紀